# Hyphodiscus viridipilosus
Hyphodiscus viridipilosus är en svampart som först beskrevs av Graddon, och fick sitt nu gällande namn av Baral 1993. Hyphodiscus viridipilosus ingår i släktet Hyphodiscus, ordningen disksvampar, klassen Leotiomycetes, divisionen sporsäcksvampar och riket svampar.   Inga underarter finns listade i Catalogue of Life.
I den svenska databasen Dyntaxa används istället namnet Incrupila viridipilosa för samma taxon.  Arten har ej påträffats i Sverige.